# Plebejus italanigrans
Plebejus italanigrans är en fjärilsart som beskrevs av Ruggero Verity 1946. Plebejus italanigrans ingår i släktet Plebejus och familjen juvelvingar. Inga underarter finns listade i Catalogue of Life.